# 福乐神学院

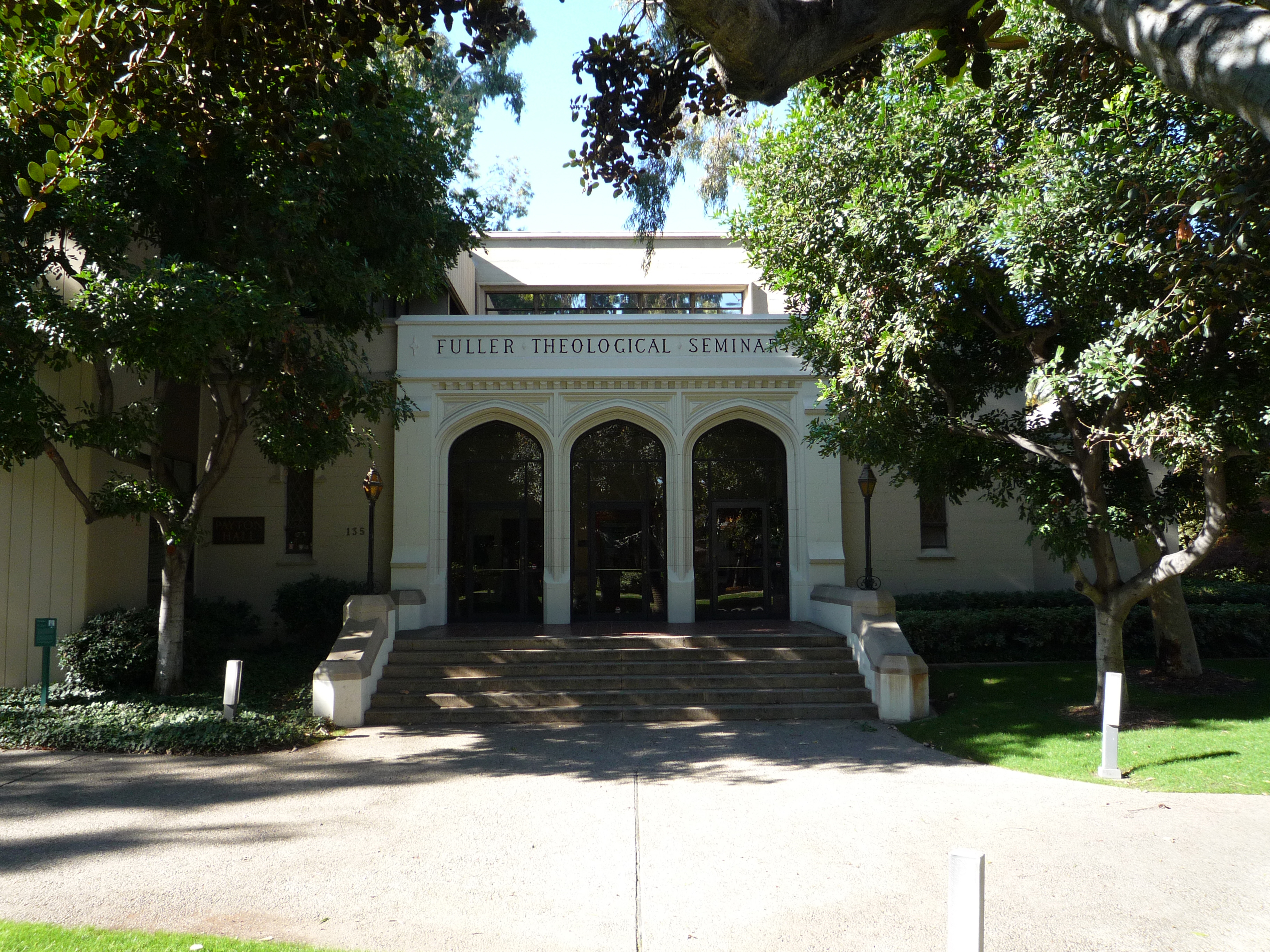

福乐神学院（英語：Fuller Theological Seminary）是位于美国加州帕萨迪纳的一座福音派神学院，也是世界上最大的跨教派神学院。该校拥有4300名学生，来自70多个国家、120个教派，以其严格的学术水平和种族、教派多样性著称。
福乐神学院拥有3个学院：神学、心理学、跨文化研究，以及从事终身学习的霍纳中心(Horner Center)。
福乐神学院既欢迎保守的福音派，也接纳自由派。学生和教授经常持有对立的观点，举行激烈的辩论。

## 历史
福乐神学院成立于1947年，

## 批评
起初福乐神学院在1947年成立時，被歸類為保守福音派，自1962年之後已經逐年朝向自由派發展，目前被視為介於普林斯顿神学院 (自由派) 及达拉斯神学院 (保守派)之間的新正統派。
1962年底福乐神学院的「教授與董事聯合退修會」上，董事會認為不需堅持學校原先的保守信仰。1963年David Hubbard接任院長後，將神學院「信仰告白」中的「聖經無論整體或部分，都沒有任何錯誤」的宣言刪除。該院教授 Paul Jewett在其1975年出版的書 Man As Maleand Female裡公開表示，「使徒保羅論到妻子要順服丈夫時，保羅錯了」，引起軒然大波，學校因而成立特別委員會來處理此案，結論是：學校容許不同看法，不需採取任何懲戒行動。此即反應該院支持「聖經部分有誤」（在信仰與生活上無誤，在歷史與科學上有誤）立場之證明。
福乐神学院標榜學校師生由來自基督教150以上的宗派組成，具有廣泛多樣性，涵蓋各式宗派觀點。根據1985年 George M. Marsden對福乐校友調查報告，1965至1967畢業的校友在畢業時相信「聖經完全無誤」的只有25%；相信「主耶穌基督是得救上天堂的唯一盼望」者只有47%。 James D. Hunter在1982年所作「福音派神學院研究」的調查資料顯示：福乐神學院當時在校學，只有15%相信聖經完全無誤。今日的福乐學院，已經為「中立開放派」的大本營。被部分相信「聖經完全無誤」的保守派神学院，視為神學信仰危機。

## 延伸部
福乐神学院除了加州帕萨迪纳的主校园以外，在美国西部还设有几个延伸部（分校）：
- 福乐西北（西雅图）
- 福乐北加州（湾区和萨克拉门托）
- 福乐南加州
- 福乐西南（凤凰城）
- 福乐科罗拉多（科罗拉多斯普林斯）
- 福乐得克萨斯（休斯敦）

福乐神学院还提供几门远程教育课程，可以是完全在线学习，也可以是混合式的。有五门硕士学位课程可以完全以灵活的学习计划完成，而无需迁移到任何一个校区：

### 著名校友
- 华理克, 美国加州马鞍峰教会创会牧师
- 约翰·派博, 美国明尼苏达州明尼阿波利斯伯利恒浸信会（Bethlehem Baptist Church）的主任牧师